# 科隆比耶 (科多尔省)
科隆比耶（法語：Colombier，法語發音：[kɔlɔ̃bje] ⓘ）是法国科多尔省的一个市镇，属于博讷区。

## 地理
科隆比耶（47°10'4"N, 4°40'28"E）面积3.9 平方千米，位于法国勃艮第-弗朗什-孔泰大區科多尔省，该省份为法国中东部省份，北起奥布省，西接涅夫勒省和约讷省，南至索恩-卢瓦尔省，东南接汝拉省，东临上索恩省，东北部与上马恩省接壤。
与科隆比耶接壤的市镇（或旧市镇、城区）包括：克吕热、乌什河畔托雷、绍德奈城。

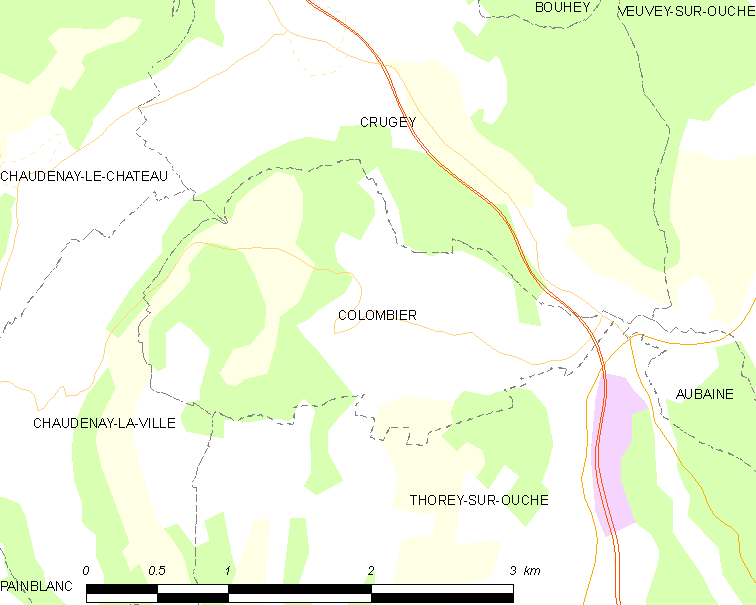
的OSM定位图

科隆比耶的时区为UTC+01:00、UTC+02:00（夏令时）。

## 行政
科隆比耶的邮政编码为21360，INSEE市镇编码为21184。

## 政治
科隆比耶所属的省级选区为阿尔奈勒迪克县。

## 人口

1962-2008年间人口变化图示

科隆比耶于2022年1月1日时的人口数量为66人。